# Pierres du Diable (Forrières)
Pour les articles homonymes, voir Pierre du Diable.
Les pierres du Diable appelées aussi cuvelées du Diable (en wallon : Pîres do Diâle ou Cuvlées do Diâle) sont un site mégalithique classé situé à Forrières, une section de la commune belge de Nassogne, en province de Luxembourg.

## Localisation
Ce site se trouve à l'ouest du village ardennais de Forrières, dans un enclos arboré d'environ 10 ares faisant partie d'un pré au lieu-dit Inzomet, Il se situe sur un léger promontoire schisteux dominant deux ruisseaux affluents de la Lomme coulant au nord et au sud et est accessible par un chemin herbeux d'une longueur d'une trentaine de mètres se raccordant à la rue de Rochefort. L'altitude est d'environ 230 mètres.

## Historique
Ces pierres ont été placées entre 2500 à 1500 avant Jésus Christ. Il y aurait eu autrefois six dolmens composés chacun de trois pierres avec un élément formant chaque fois une table posée sur les deux autres blocs soit un total de dix-huit pierres disposées dans un cercle lithique. Un rapport écrit en 1849 par le juge et archéologue marchois J.B. Geubel en atteste. Avant 1890, on dénombrait encore dix-sept pierres avant une destruction progressive du site par l'utilisation des matériaux pour des travaux de voirie. Des fouilles archéologiques entreprises en 1897 par A. de Loë ont mis au jour deux silex, ainsi que des fragments d'os et de céramique.

## Description
Le site actuel comptabilise encore six pierres de grès couchées, d'une longueur variant entre 1 mètre et 2 mètres.

## Classement
Les dolmens situés sur le territoire de la commune de Forrières sont classés depuis le 4 octobre 1974 et sont reprises sur la liste du patrimoine immobilier classé de Nassogne.

### Source et lien externe
- La « cuvelée du Diable » à Forrières